# Pointe des Aigrettes
La pointe des Aigrettes est un cap de l'île de La Réunion, département d'outre-mer français dans l'océan Indien. Situé sur le territoire communal de Saint-Paul, le long de la côte ouest, il marque le point le plus occidental de ce territoire ainsi que l'entrée dans le centre de Saint-Gilles les Bains par la route nationale 1.
En 1894, le Ker-Anna y a fait naufrage.